# Loskuták posvátný
Loskuták posvátný, též beo, beo posvátný, ve své domovině tiong (Gracula religiosa) je středně velký špaček divoce žijící v Indii a jihovýchodní Asii i jinde. Pro svůj talent velmi věrně napodobovat zvuky včetně lidského hlasu se také chová jako klecový pták.

## Popis
Loskutáci jsou nápadní ptáci; peří je černé s výrazným zeleným a fialovým leskem, v křídlech mají bílá zrcátka (od 3. do 9. primární letky), která vynikají zvláště v letu. Na tvářích a týlu mají holé, masité a jasně žluté laloky, jejichž přesný tvar i umístění záleží na daném poddruhu, kterých někteří autoři popisují až 15. Silný rovný zobák je oranžový, nohy žluté. Samec a samice jsou zbarveni stejně, někteří chovatelé jsou však údajně schopni rozlišit je podle odstínu a barevného lesku peří na hlavě.
Mezi poddruhy existují i rozdíly ve velikosti, mezi chovateli se proto obvykle rozlišují tři základní typy: loskuták velký (~G. r. religiosa), střední (~G. r. intermedia) a malý (~G. r. indica). Celková délka těla loskutáka velkého je asi 310 mm, střední mívá kolem 260–280 mm a malý 230–250 mm.
Na rozdíl od ostatních špačků nechodí, ale poskakují po větvích.

## Rozšíření a stanoviště
Loskuták posvátný je v mnoha poddruzích rozšířený v jižní části Indického subkontinentu, na Srí Lance, jižní Číně, Barmě, Thajsku, Vietnamu i Malajsii a Indonésii včetně ostrovů Sumatra a Borneo, vyskytuje se rovněž na Filipínách a Andamanské ostrovy. Kromě toho byl člověkem úspěšně introdukován na Floridu, Havajské ostrovy, do Japonska, Portorika i na další místa.
Preferuje místa s častými dešti a vysokou vzdušnou vlhkost, je hojným obyvatelem džunglí, vždyzelených i vlhkých opadavých lesů, včetně horských lesů, vyskytuje se v nadmořských výškách od 0 do 2000 m n. m. Je běžný také na okrajích lesů na kávových i jiných plantážích. Jsou to výhradně stromoví ptáci.

## Biologie

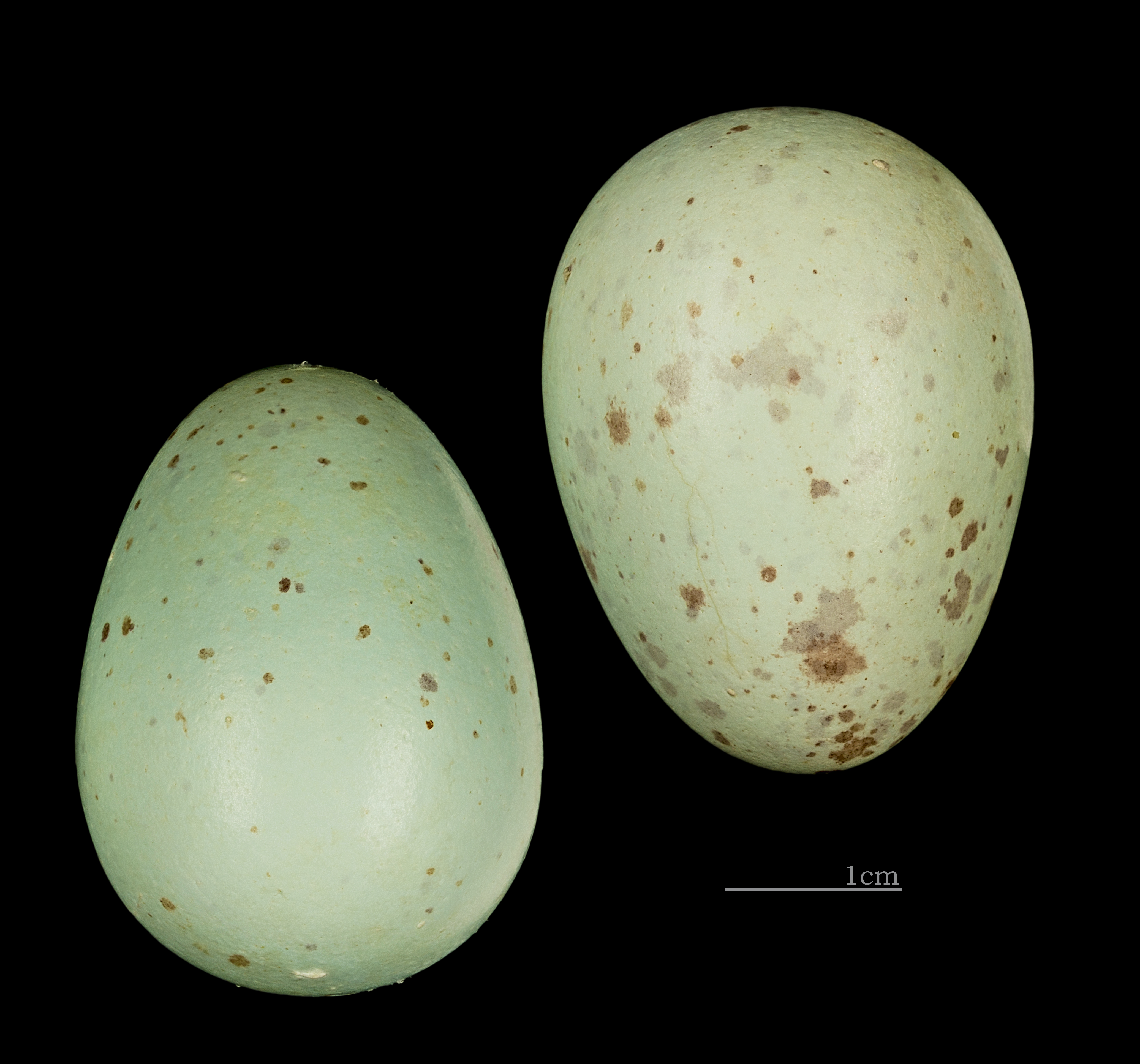
Vejce loskutáka

Loskutáci žijí v párech (během hnízdění) nebo ve velkých hejnech, zpravidla se zdržují na vrcholcích stromů, kde hledají především ovoce, nejčastěji fíky, ale i semena, hmyz nebo malé obratlovce, kterými se živí. Pojídají také nektar. Jsou to hluční ptáci, vydávají charakteristické pronikavé klesající hvízdání i jiné pisklavé zvuky a svůj repertoár může obohatit o naučené zvuky.
Jsou monogamní, hnízdí nejčastěji od dubna do července v dutině lesních stromů, kterou vystelou větvičkami, listy a peřím. Samice snáší maximálně 3 modrá vajíčka s hnědavými tečkami, která zahřívají oba partneři. Mláďata se líhnou za 14–18 dní, za měsíc už vylétávají z hnízda. Loskutáci mohou mít i tři snůšky za rok.

## Chov loskutáka
Loskuták posvátný je populární klecový pták, nadaní jedinci se naučí „mluvit“ lépe než další známý imitátor, papoušek žako. Nejčastěji chovaným poddruhem je loskuták velký, o kterého je také největší zájem na trhu.
Minimální rozměry klece pro jednoho ptáka jsou 100 × 50 × 50cm, na rozdíl od papoušků potřebuje loskuták klec spíše širší než vysokou. Voliéra je samozřejmě lepší, loskuták chovaný v kleci potřebuje mít možnost proletět se po místnosti. Pro chov loskutáků je samozřejmě nutná budka o rozměrech minimálně 20 × 20 × 20cm, s kulatým otvorem.
Loskuták je velmi společenský pták, nejlepší je pro něj chov v páru, nebo by klec měla být umístěná tam, kde je loskuták v kontaktu se svým majitelem. Zároveň je třeba myslet na to, že loskutáci jsou ptáci hluční a znečišťuje své okolí řídkým trusem a kousky potravy vyhazované z klece. Také mu škodí cigaretový kouř a výpary z kuchyně.
V obchodech s potřebami pro zvířata jsou k dostání jak speciální granule pro loskutáky, tak sypká směs pro krmení hmyzožravých ptáků. Loskutáci také milují čerstvé ovoce a živý hmyz (sarančata apod.)

## Ohrožení
Rozmnožování loskutáků v zajetí nestačí pokrýt poptávku po loskutácích, loskutáci jsou proto jako mláďata ve velkém vybíráni z hnízd ve volné přírodě. Jejich populace proto nezadržitelně klesá, i když zatím nejsou nijak chráněni.

## Poddruhy
Loskuták posvátný tvoří velké množství poddruhů, kolik přesně jich je, nicméně není jasné a mezi různými autory nepanuje příliš velká shoda. Loskuták malý se někdy popisuje jako samostatný druh, Gracula indica.
Některé poddruhy:
- G. r. andamanensis (loskuták andamanský)
- G. r. batuensis
- G. r. intermedia (loskuták prostřední)
- G. r. palawanensis (loskuták filipinský)
- G. r. peninsularis (loskuták indický)
- G. r. religiosa (loskuták velký)
- G. r. venerata

## Loskuták posvátný v českých zoo
- Zoo Hodonín
- Zoo Liberec
- Zoo Praha
- Zoo Ústí nad Labem